# Antioch XII Dionizos
Antioch XII Dionizos Epifanes Filopator Kallinikos – władca państwa Seleucydów w latach od około 87 do 84 p.n.e., ostatni piąty syn Antiocha VIII Gryposa.

## Życiorys
Był następcą swojego brata Demetriusza III Filopatora jako samodzielny władca południowej części królestwa Seleucydów, które obejmowało Damaszek i przyległe tereny.
Antioch otrzymał początkowo wsparcie militarne ze strony Ptolemeuszy. Był ostatnim z Seleucydów, mającym znaczenie wojskowe, nawet jeśli było ono tylko regionalne. Odbył szereg kampanii na terytorium żydowskiego królestwa Hasmoneuszy. Szukał sposobności, by powstrzymać prężnych Nabatejczyków. Kampania przeciwko tym drugim, która początkowo wydawała się wygraną, obróciła się przeciwko Antiochowi Filadelfosowi - młody król został zabity w okolicach Morza Martwego. Po jego śmierci armia syryjska uległa rozproszeniu na pustyni. Wkrótce po tym wydarzeniu Nabatejczycy zdobyli Damaszek.
W czasie, gdy Antioch Filadelos walczył z południowymi wrogami swego królestwa, w Damaszku wystąpił przeciwko niemu jego własny brat Filip I Filadelfos.